# Λ̥
Cette page contient des caractères spéciaux ou non latins. S’ils s’affichent mal (▯, ?, etc.), consultez la page d’aide Unicode.
Le lambda rond souscrit, λ̥, est une lettre grecque additionnelle utilisée dans l’étude du grec ancien par certains auteurs.

## Utilisation
Herbert Weir Smyth, dans différentes éditions de sa grammaire grecque publiée en 1920, utilise le lambda rond souscrit ‹ λ̥ › pour représenter un lambda syllabique,.